# Dear Friend (Lied)
Dear Friend ist der Titel eines Liedes der Hardrock-Band Union, das im Februar 2000 auf dem Album The Blue Room veröffentlicht wurde. Das Lied ist Eric Carr, dem 1991 verstorbenen Schlagzeuger der Gruppe Kiss, gewidmet. Es wurde von Bruce Kulick gesungen, der von 1984 bis 1996 Leadgitarrist bei Kiss und mit Carr befreundet war. Es war nach I Walk Alone, das Kulick für das Kiss-Album Carnival of Souls schrieb und aufnahm, und For You, das 1998 als Bonustrack der japanischen Ausgabe des Union-Debütalbums verwendet worden war, erst das dritte Lied, auf dem Kulick den Leadgesang übernahm.

## Entstehung
Nach Aussage Kulicks vertrat der Produzent des Albums The Blue Room, Bob Marlette, die Auffassung, dass die Musiker beim Songwriting über Dinge schreiben sollten, die sie kannten und die sie tatsächlich fühlten. Kulick, der sich in dieser Zeit auch mit zwei anderen Projekten im Gedenken an Eric Carr befasste, nämlich mit einer DVD über ihn sowie das Musikalbum Rockology, war er sich ziemlich sicher, dass er auch ein Lied über ihn schreiben könnte, und es war ihm sehr wichtig, dies auch zu tun.
Kulick war sehr stolz auf das Lied, vor allem, weil es ihm gelang, textlich wiederzugeben, was er ausdrücken wollte, als er über den Verlust des Freundes schrieb. Eine Rolle spielte auch die Tatsache, dass er noch über eine geringe Gesangserfahrung verfügte, als er das Lied schrieb und aufnahm.

## Rezeption
Das deutsche Magazin Rock Hard schrieb in einer Rezension zum Album The Blue Room über das Lied:

„{...} Doch es ist nicht nur der herausragende Gesang Corabis, der "The Blue Room" zu einem Hörgenuß macht, sondern auch die zahlreichen Details, die sich in den zehn Songs der Scheibe verstecken. 'Dear Friend', eine Nummer, die Kulick singt und dem verstorbenen Kiss-Drummer Eric Carr widmet, ist so ein Moment: Nach getragenem Beginn schlägt der Song um und mündet in einen mit wuchtigen Grooves unterlegten Refrain.“